# Reto Capadrutt
Reto Capadrutt, né le 4 mars 1912 à Coire et mort le 3 février 1939 dans un accident de bob à Cortina d'Ampezzo, est un bobeur suisse notamment deux fois médaillé d'argent olympique.

## Carrière
Reto Capadrutt remporte une médaille d'argent en bob à deux aux Jeux olympiques d'hiver de 1932 à Lake Placid aux États-Unis avec son partenaire Oscar Geier. Aux Championnats du monde de 1935, il est champion du monde en bob à deux et troisième en bob à quatre. Il est également médaillé d'argent aux Jeux olympiques d'hiver de 1936 à Garmisch-Partenkirchen en Allemagne en bob à quatre et médaillé de bronze aux Championnats du monde 1937 en bob à deux. Reto Capadrutt est tué dans un accident de bob le 3 février 1939 lors des Championnats du monde de Cortina d'Ampezzo en Italie, à l'âge de 26 ans,.

## Palmarès

### Jeux Olympiques
- : médaillé d'argent en bob à 2 aux JO 1932.
- : médaillé d'argent en bob à 4 aux JO 1936.

### Championnats monde
- : médaillé d'or en bob à 2 aux championnats monde de 1935.
- : médaillé de bronze en bob à 4 aux championnats monde de 1935.
- : médaillé de bronze en bob à 2 aux championnats monde de 1937.